# Talila
Talila is een plaats in de Estlandse gemeente Saaremaa, provincie Saaremaa. De plaats heeft de status van dorp (Estisch: küla) en telde in 2019 nog 4 inwoners. In 2020 werd het aantal inwoners opgegeven als ‘< 4’, in 2021 waren het er weer 4.
Tot in oktober 2017 lag de plaats in de gemeente Pöide. In die maand ging Pöide op in de fusiegemeente Saaremaa.
Talila ligt aan Väike väin, de zeestraat tussen de eilanden Muhu en Saaremaa. Bij het dorp ligt een collectief graf met een gedenkzuil voor Sovjetsoldaten die tijdens de Tweede Wereldoorlog in de omgeving zijn gesneuveld. Het is ingericht in 1950.

## Geschiedenis
Talila werd voor het eerst genoemd in 1645 onder de naam Tallilayd als nederzetting op het landgoed van Neuenhof (Uuemõisa). Tussen 1977 en 1997 maakte Talila deel uit van het buurdorp Kanissaare.